# ちょい足し
『ちょい足し』（ちょいたし）は、CBCテレビで2021年4月10日から2022年3月12日まで毎週土曜日の17:00 - 17:30（JST）に放送されていたバラエティ番組である。

## 概要
東海地方の地元ネタに様々な演出を「ちょい足し」することで、新たな魅力を発見する番組。
当放送枠ではスポーツLIVE High FIVE!!が2020年5月16日まで放送されていたが、新型コロナウイルス感染症の影響で放送休止となり、以降再放送などでつないできた。同枠で自局制作のレギュラー番組を放送するのは11か月ぶりとなる。

## 出演者
MC
- ミキ（昴生・亜生)

ゲスト
- 週替わりで1組出演。

ロケリポーター
- 齊藤初音（CBCテレビアナウンサー）

## スタッフ
- プロデューサー：横山公典・水野知歌（CBCテレビ）
- 製作著作：CBCテレビ